# 스에모리성 (이시카와현)

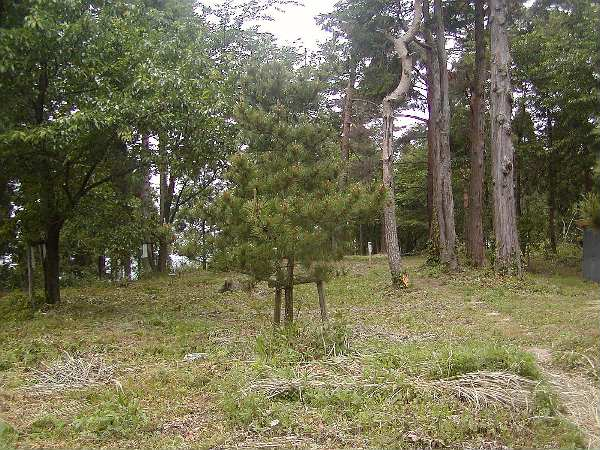
성터

스에모리성(일본어: 末森城 스에모리조[*])은 이시카와현 하쿠이군 호다쓰시미즈정 다코노에 있었던 산성이다. 한자가 다른 스에모리(末守, 末盛)로 적기도 한다.

## 개요
높이 138.8m의 스에모리 산에 지어진 연곽식 산성으로 가가, 노토, 엣추를 연결하는 교통의 요지에 입지해 있다. 이런 까닭에 전투가 종종 발생하였다. 그중 유명한 전투가 가가의 마에다 도시이에와 엣추의 삿사 나리마사 치른 전투이다. 성곽은 산 정상에 혼마루를 두었고, 층층이 니노마루와 산노마루가 위치해 있다. 산성인 까닭에 구루와는 수기 정도 더 존재해 그 총면적은 3만 평방미터에 이른다. 또, 성으로부터 3km내에 동해가 있어 성의 혼마루에서는 동해를 조망할 수 있다.

## 역사
센고쿠 시대 ~ 아즈치모모야마 시대
노토 슈고 하타케야마 가문의 가신으로 이 지역 지토였던 도이 지카자네가 스에모리 산에 성을 쌓았다고는 하지만, 누가 쌓은 것인지 또, 성을 쌓은 시점에 대해서는 알려져 있지 않다.
1577년 엣추에서 노토로 침공한 우에스기 겐신에 항복해 성은 우에스기 가문의 가신 사이토 도모노부가 성에 입성하였다는 기술이 있다. 그 후에도 성주는 도이 지카자네였다. 그러나, 가가의 정토진종 문도를 진압한 오다 가문의 가신 시바타 가쓰이에가 침공하자 다시 항복해 이 지역은 마에다 도시이에의 지배를 받게되었으며, 도이 가문은 마에다 가문에 협조하였다. 이 시기, 도이 지카자네는 마에다 도시이에의 처 호슌인의 조카를 아내로 맞이하였다고 한다.
1584년 도쿠가와 이에야스에 동조한 삿사 나리마사가 성을 공격해 오지만, 마에다 가문의 가신 오쿠무라 나가토미가 성을 사수하여 실패로 끝이 난다.
에도 시대
1615년 일국일성령(一国一城令)으로 성은 폐성되었고, 혼마루의 주문(主門)은 가나자와 성의 쓰루노마루의 남문으로서 이축되었다. 하지만, 1759년 화재로 소실되었다. 또, 혼마루 등 성의 주요 건조물이 성 밑의 사찰 등에 이축되었다는 기록도 있다.
현대
1985년(쇼와 60년) 대규모 발굴조사결과 산중턱에서 생활용구와 조총의 탄환 등 15세기 후반에서 16세기 후반의 물건들이 많이 출토되었다. 1991년(헤세 3년) 이시카와 현 사적으로 지정되었다.

## 관광
교통
- JR 서일본 호다쓰역에서 하차. 도보로 40분소요.
- 국도 159호에 인접해 있음.

주변 문화시설 및 관광정보
- 지리하마 나기사 드라이브웨이 - 일본 유일의 자동차가 달릴 수 있는 백사장
- 호다쓰 산
- 다루미 폭포

## 같이 보기
- 마에다 도시이에
- 삿사 나리마사